# Distretto di Mau
Mau è un distretto dell'India di 1 849 294 abitanti. Capoluogo del distretto è Mau.